# Love: Destiny
Love: Destiny – EP Destiny’s Child wydany w 2001 roku. Zawiera niewydane wcześniej utwory i remiksy z dwóch albumów zespołu: The Writing’s on the Wall i Survivor. Album był sprzedawany w sklepach Target w tym samym czasie co Survivor. 
Do albumu nakręcono reklamę. Wyreżyserował ją Joseph Kann, który nakręcił też teledyski do „Say My Name” i „Jumpin’, Jumpin’. W reklamie użyto piosenki „Bootylicious (Love: Destiny Version), której tekst jest zupełnie inny niż wersji albumowej. Oprócz tego, w reklamie Destiny’s Child pozują do zdjęcia tak samo, jak na okładce, ale zdjęcie jest zupełnie inne.

## Lista utworów
1. „My Song"
2. „Bootylicious” (Love: Destiny Version)
3. „Survivor” (Victor Calderone Club Mix)
4. „Bug a Boo” (Refugee Camp Remix) (featuring Wyclef Jean)
5. „So Good” (Digital Black-N-Groove Club Mix)
6. „Say My Name” (Timbaland Remix) (featuring Timbaland and Static)
7. „Jumpin’, Jumpin’” (So So Def Remix) (featuring Jermaine Dupri, Lil Bow Wow & Da Brat)